# Crenichthys nevadae
 Crenichthys nevadae és una espècie de peix de la família dels goodèids i de l'ordre dels ciprinodontiformes.

## Morfologia
- Els mascles poden assolir 5 cm de longitud total.[1][2]

## Hàbitat
És un peix d'aigua dolça, de clima tropical (26 °C-30 °C) i bentopelàgic.

## Distribució geogràfica
Es troba a Nevada (Estats Units).

## Observacions
És inofensiu per als humans i difícil de mantindre'l en un aquari.